# Лудница Аркам
Лудница Аркам (на английски: Arkham Asylum) е измислена психиатрична болница, която се намира във Вселената на ДиСи. Разположена е близо до град Готъм, и е мястото, където враговете на Батман, считани за душевноболни, биват затваряни (други злодеи, които нямат душевни заболявания, се изпращат в затвора Блекгейт).